# Преглед на уланите
„Преглед на уланите“ (на английски: Charge of the Uhlans) е британски късометражен ням филм от 1895 година, заснет от режисьора Бърт Ейкрис.